# Walzenhausen

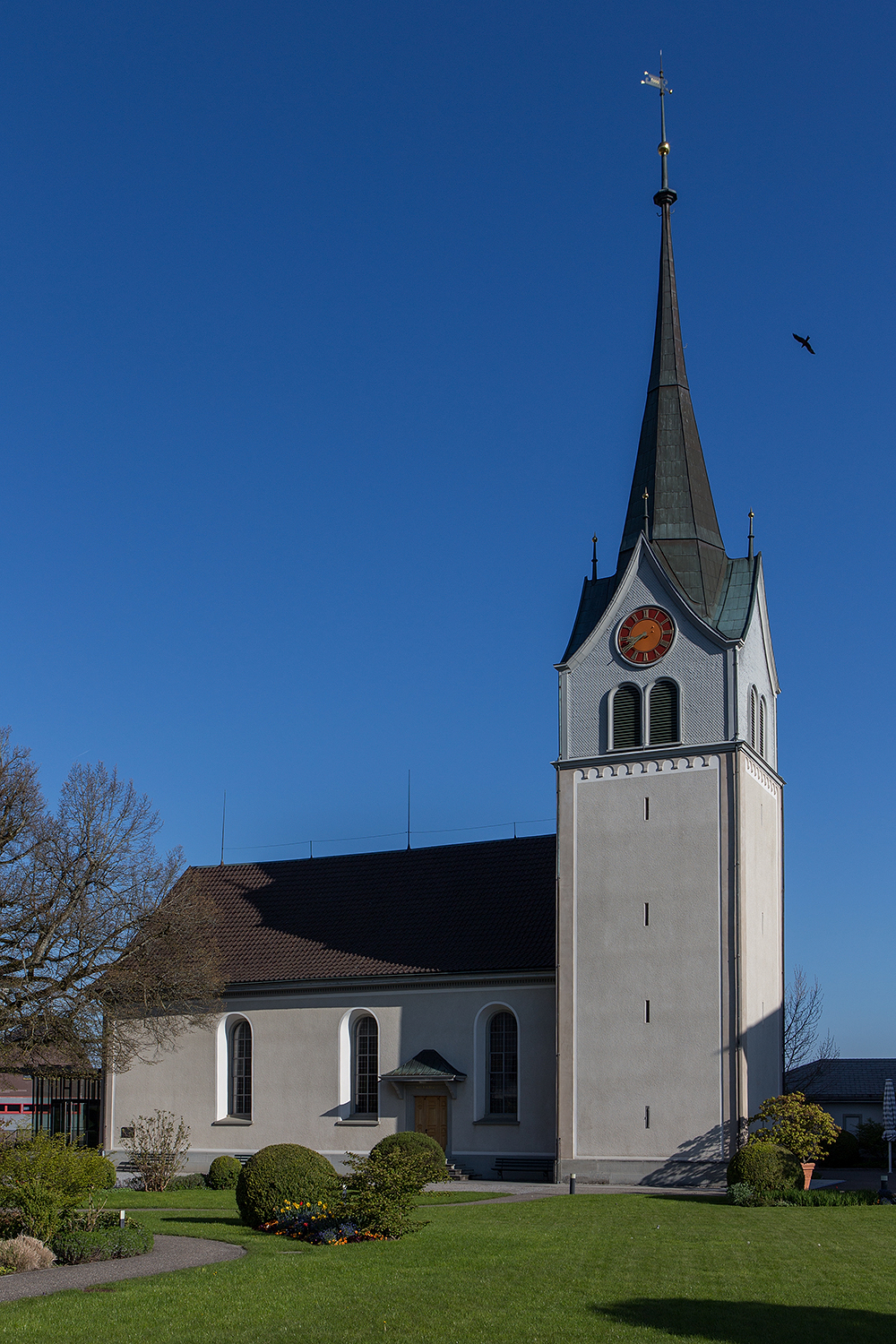
Reformerta kyrkan i Walzenhausen.

Walzenhausen (schweizertyska: Walzehuuse) är en ort och kommun i kantonen Appenzell Ausserrhoden i Schweiz. Kommunen har 2 029 invånare (2023).
I kommunen finns ortsdelarna Allmendsberg, Lachen, Leuchen, Platz, Walzenhausen och Wilen.
I ortsdelen Platz finns ett område kring klostret Grimmenstein som tillhör distriktet Oberegg i kantonen Appenzell Innerrhoden. Området utgör därmed en enklav.